# Хута-Чертезе
Хута-Чертезе (рум. Huta-Certeze) — село у повіті Сату-Маре в Румунії. Входить до складу комуни Чертезе.
Село розташоване на відстані 436 км на північний захід від Бухареста, 47 км на схід від Сату-Маре, 127 км на північ від Клуж-Напоки.

## Населення
За даними перепису населення 2002 року у селі проживали 1077 осіб.
Національний склад населення села:
| Національність | Кількість осіб | Відсоток |
| -------------- | -------------- | -------- |
| румуни         | 975            | 90,5%    |
| словаки        | 101            | 9,4%     |

Рідною мовою назвали:
| Мова      | Кількість осіб | Відсоток |
| --------- | -------------- | -------- |
| румунська | 1039           | 96,5%    |
| словацька | 38             | 3,5%     |